# Aldo Rossi (generale)
Aldo Rossi (Novara, 21 giugno 1898 – Roma, 1990) è stato un generale italiano.

## Biografia
Aldo Rossi nacque nel 1898 e sin dalla giovinezza frequentò l'accademia militare dalla quale uscì col grado di sottotenente d'artiglieria il 30 novembre  1916, venendo immediatamente destinato al fronte nell'ambito della prima guerra mondiale con il 54º Reggimento d'artiglieria da campagna.
Successivamente riprese gli studi frequentando i corsi della scuola di guerra e prese parte alla campagna contro l'Etiopia.
Nominato colonnello, ricoprì la carica di capo di Stato Maggiore della divisione "Trieste", comandando quindi il 1º Reggimento di artiglieria divisionale in Albania dal 1939. Divenne Comandante della divisione di fanteria "Ravenna", prestando servizio in Russia. Rientrato in Italia divenne capo ufficio dei servizi dello stato maggiore del Regio Esercito nonché insegnante alla scuola di guerra di Roma e comandante dei corsi per la formazione degli allievi dello stato maggiore. Nominato quindi comandante dell'intera scuola di guerra, prese successivamente il comando della divisione "Mantova".
Proseguendo la carriera nello stato maggiore, divenne dapprima addetto e poi sottocapo nel medesimo corpo e successivamente venne destinato al comando della Divisione corazzata "Pozzuolo del Friuli". Nominato generale di corpo d'armata prese il comando del Comiliter di Bologna, prestando poi servizio con incarichi vari nel comando centrale. Dal novembre del 1958 al marzo del 1959 comandò le F.T.A.S.E. (Forze Terrestri Alleate del Sud Europa) e dal 1º aprile 1959 venne nominato capo di Stato Maggiore della Difesa, carica che ricoprì sino al 31 gennaio 1966 quando si ritirò dalla carriera militare.